# Садовое (Целиноградский район)
Садовое (каз. Садовое) — село в Целиноградском районе Акмолинской области Казахстана. Входит в состав сельского округа Родина. Код КАТО — 116661300.

## География
Село расположено на левом берегу реки Ишим, в северо-западной части района, на расстоянии примерно 32 километров (по прямой) к северо-западу от административного центра района — села Акмол, в 9 километрах к востоку от административного центра сельского округа — села Родина.
Абсолютная высота — 324 метров над уровнем моря.
Ближайшие населённые пункты: село Жанаесиль — на востоке, село Караменды батыра — на северо-востоке, аул Тасты — на севере, село Родина — на западе.

## Население
В 1989 году население села составляло 454 человек (из них русские — 54%).

В 1999 году население села составляло 453 человека (208 мужчин и 245 женщин). По данным переписи 2009 года в селе проживали 394 человека (185 мужчин и 209 женщин).
| Численность населения | Численность населения | Численность населения |
| 1989                  | 1999                  | 2009                  |
| --------------------- | --------------------- | --------------------- |
| 454                   | ↘453                  | ↘394                  |